# Qatar Ladies Open 2016 - Qualificazioni singolare
Le qualificazioni del singolare femminile del Qatar Ladies Open 2016 sono state un torneo di tennis preliminare per accedere alla fase finale della manifestazione. I vincitori dell'ultimo turno sono entrati di diritto nel tabellone principale. In caso di ritiro di uno o più giocatrici aventi diritto a questi sono subentrati i lucky loser, ossia le giocatrici che hanno perso nell'ultimo turno ma che avevano una classifica più alta rispetto alle altre partecipanti che avevano comunque perso nel turno finale.

## Teste di serie
1. Kirsten Flipkens (qualificata)
2. Kateryna Bondarenko (qualificata)
3. Ana Konjuh (qualificata)
4. Wang Qiang (qualificata)
5. Anastasija Sevastova (qualificata)
6. Naomi Broady (ultimo turno)
7. Aljaksandra Sasnovič (ultimo turno)
8. Magda Linette (primo turno)

1. Evgenija Rodina (ultimo turno)
2. Donna Vekić (qualificata)
3. Kateřina Siniaková (ultimo turno)
4. Stefanie Vögele (ultimo turno)
5. Klára Koukalová (primo turno)
6. Sesil Karatančeva (ultimo turno)
7. Elena Vesnina (qualificata)
8. Duan Yingying (ultimo turno)

## Qualificate
1. Kirsten Flipkens
2. Kateryna Bondarenko
3. Ana Konjuh
4. Wang Qiang

1. Anastasija Sevastova
2. Elena Vesnina
3. Jana Čepelová
4. Donna Vekić

## Tabellone qualificazioni

### Legenda
| - Q = Qualificato - WC = Wild card - LL = Lucky loser | - ALT = Alternate - SE = Special Exempt - PR = Protected Ranking | - w/o = Walkover - r = Ritirato - d = Squalificato |

### Sezione 1
|  | Primo turno | Primo turno        | Primo turno        | Primo turno | Primo turno |  |  | Ultimo turno | Ultimo turno     | Ultimo turno | Ultimo turno | Ultimo turno |  |
|  |             |                    |                    |             |             |  |  |              |                  |              |              |              |  |
|  | 1           | Kirsten Flipkens   | 64                 | 7           | 6           |  |  |              |                  |              |              |              |  |
|  |             | Wang Yafan         | 7                  | 65          | 4           |  |  | 1            | Kirsten Flipkens | 7            | 2            | 6            |  |
|  |             | Barbora Krejčíková | Barbora Krejčíková | 3           | 2           |  |  | 12           | Stefanie Vögele  | 63           | 6            | 3            |  |
|  | 12          | Stefanie Vögele    | Stefanie Vögele    | 6           | 6           |  |  |              |                  |              |              |              |  |

### Sezione 2
|  | Primo turno | Primo turno                 | Primo turno      | Primo turno | Primo turno |  |  | Ultimo turno | Ultimo turno        | Ultimo turno        | Ultimo turno | Ultimo turno |  |
|  |             |                             |                  |             |             |  |  |              |                     |                     |              |              |  |
|  | 2           | Kateryna Bondarenko         | 7                | 3           | 6           |  |  |              |                     |                     |              |              |  |
|  | PR          | María José Martínez Sánchez | 6(0)             | 6           | 3           |  |  | 2            | Kateryna Bondarenko | Kateryna Bondarenko | 6            | 7            |  |
|  |             | Marina Melnikova            | Marina Melnikova | 3           | 4           |  |  | 9            | Evgenija Rodina     | Evgenija Rodina     | 2            | 5            |  |
|  | 9           | Evgenija Rodina             | Evgenija Rodina  | 6           | 6           |  |  |              |                     |                     |              |              |  |

### Sezione 3
|  | Primo turno | Primo turno        | Primo turno  | Primo turno | Primo turno |  |  | Ultimo turno | Ultimo turno       | Ultimo turno | Ultimo turno | Ultimo turno |  |
|  |             |                    |              |             |             |  |  |              |                    |              |              |              |  |
|  | 3           | Ana Konjuh         | Ana Konjuh   | 6           | 6           |  |  |              |                    |              |              |              |  |
|  |             | Ol'ga Savčuk       | Ol'ga Savčuk | 2           | 3           |  |  | 3            | Ana Konjuh         | 3            | 7            | 6            |  |
|  | PR          | Vera Duševina      | 3            | 6           | 0           |  |  | 11           | Kateřina Siniaková | 6            | 5            | 4            |  |
|  | 11          | Kateřina Siniaková | 6            | 4           | 6           |  |  |              |                    |              |              |              |  |

### Sezione 4
|  | Primo turno | Primo turno    | Primo turno    | Primo turno | Primo turno |  |  | Ultimo turno | Ultimo turno  | Ultimo turno | Ultimo turno | Ultimo turno |  |
|  |             |                |                |             |             |  |  |              |               |              |              |              |  |
|  | 4           | Wang Qiang     | Wang Qiang     | 6           | 6           |  |  |              |               |              |              |              |  |
|  | WC          | Laura Pous Tió | Laura Pous Tió | 3           | 2           |  |  | 4            | Wang Qiang    | 3            | 6            | 6            |  |
|  |             | Xu Yifan       | Xu Yifan       | 1           | 1           |  |  | 16           | Duan Yingying | 6            | 0            | 4            |  |
|  | 16          | Duan Yingying  | Duan Yingying  | 6           | 6           |  |  |              |               |              |              |              |  |

### Sezione 5
|  | Primo turno | Primo turno          | Primo turno          | Primo turno | Primo turno |  |  | Ultimo turno | Ultimo turno         | Ultimo turno | Ultimo turno | Ultimo turno |  |
|  |             |                      |                      |             |             |  |  |              |                      |              |              |              |  |
|  | 5           | Anastasija Sevastova | Anastasija Sevastova | 6           | 6           |  |  |              |                      |              |              |              |  |
|  |             | Daniela Hantuchová   | Daniela Hantuchová   | 4           | 2           |  |  | 5            | Anastasija Sevastova | 7            | 5            | 7            |  |
|  | WC          | Olla Mourad          | Olla Mourad          | 0           | 0           |  |  | 14           | Sesil Karatančeva    | 63           | 7            | 5            |  |
|  | 14          | Sesil Karatančeva    | Sesil Karatančeva    | 6           | 6           |  |  |              |                      |              |              |              |  |

### Sezione 6
|  | Primo turno | Primo turno      | Primo turno      | Primo turno | Primo turno |  |  | Ultimo turno | Ultimo turno  | Ultimo turno  | Ultimo turno | Ultimo turno |  |
|  |             |                  |                  |             |             |  |  |              |               |               |              |              |  |
|  | 6           | Naomi Broady     | Naomi Broady     | 6           | 7           |  |  |              |               |               |              |              |  |
|  |             | Maryna Zanevs'ka | Maryna Zanevs'ka | 3           | 5           |  |  | 6            | Naomi Broady  | Naomi Broady  | 5            | 2            |  |
|  |             | Ons Jabeur       | Ons Jabeur       | 4           | 1           |  |  | 15           | Elena Vesnina | Elena Vesnina | 7            | 6            |  |
|  | 15          | Elena Vesnina    | Elena Vesnina    | 6           | 6           |  |  |              |               |               |              |              |  |

### Sezione 7
|  | Primo turno | Primo turno          | Primo turno     | Primo turno | Primo turno |  |  | Ultimo turno | Ultimo turno         | Ultimo turno         | Ultimo turno | Ultimo turno |  |
|  |             |                      |                 |             |             |  |  |              |                      |                      |              |              |  |
|  | 7           | Aljaksandra Sasnovič | 1               | 6           | 6           |  |  |              |                      |                      |              |              |  |
|  |             | Tadeja Majerič       | 6               | 4           | 3           |  |  | 7            | Aljaksandra Sasnovič | Aljaksandra Sasnovič | 4            | 3            |  |
|  |             | Jana Čepelová        | Jana Čepelová   | 6           | 6           |  |  |              | Jana Čepelová        | Jana Čepelová        | 6            | 6            |  |
|  | 13          | Klára Koukalová      | Klára Koukalová | 3           | 0           |  |  |              |                      |                      |              |              |  |

### Sezione 8
|  | Primo turno | Primo turno       | Primo turno | Primo turno | Primo turno |  |  | Ultimo turno | Ultimo turno      | Ultimo turno | Ultimo turno | Ultimo turno |  |
|  |             |                   |             |             |             |  |  |              |                   |              |              |              |  |
|  | 8           | Magda Linette     | 62          | 6           | 4           |  |  |              |                   |              |              |              |  |
|  |             | Andrea Hlaváčková | 7           | 3           | 6           |  |  |              | Andrea Hlaváčková | 1            | 6            | 4            |  |
|  |             | Zhang Kailin      | 5           | 6           | 5           |  |  | 10           | Donna Vekić       | 6            | 2            | 6            |  |
|  | 10          | Donna Vekić       | 7           | 4           | 7           |  |  |              |                   |              |              |              |  |